# Niccolò Fortebraccio
Niccolò Fortebraccio, detto Niccolò della Stella (Sant'Angelo in Vado, 1389 – Fiordimonte, 23 agosto 1435), è stato un nobile e condottiero italiano.
Fu conte di Montone, signore di Assisi, Città di Castello, Città della Pieve, Montefiascone, Sansepolcro, Tivoli e Vetralla e Gonfaloniere della Chiesa.

## Biografia
Niccolò fu il figlio di un certo Jacopo, speziale di Sant'Angelo in Vado, e di Stella Fortebraccio, sorella del condottiero Braccio da Montone, dalla quale prese il cognome di Fortebraccio.
Nel 1426 e nel 1429 Niccolò fu al servizio della Repubblica di Firenze. Inviato contro Volterra e Lucca insieme a Guidantonio da Montefeltro, fu sconfitto da Niccolò Piccinino nel 1430. L'anno seguente (1431) Papa Eugenio IV lo ingaggiò, lo nominò Gonfaloniere della Chiesa e gli ordinò di riconquistare Città di Castello, ma non riuscì nell'impresa. Nel 1432 Eugenio IV lo investì della signoria di Sansepolcro.
Avendo ricevuto una condotta dai Visconti del Ducato di Milano, nel 1433 mosse contro Roma e nell'agosto di quell'anno dette l'assalto a Ponte Milvio insieme ad altri ribelli del pontefice Eugenio IV. Giovanni Vitelleschi gli fu mandato contro, ma dovette desistere per andare a sedare una rivolta in Romagna e Fortebraccio si accinse a catturare Tivoli. Riuscito a sventare un attentato, conquistò Assisi e sposò Ludovica da Battifolle.
A questo punto fu formata una lega contro il Fortebraccio al comando di Francesco Sforza. Il 15 agosto 1435 Niccolò sconfisse e fece prigioniero Leone Sforza, ma il 23 agosto Alessandro Sforza lo sconfisse nell'assedio di Fiordimonte, presso Camerino. Mentre fuggiva con i suoi uomini, nel tentativo di saltare un fossato rimase ferito e bloccato sotto il peso del cavallo. Qui fu ferito a morte da Cristoforo da Tolentino con un colpo di stocco entratogli per l'occhio nella testa, e spirò dopo due ore, senza proferir parola.
La sua salma venne sepolta ad Assisi.

## Ascendenza
|                                     |                    |                    | Genitori              |  |  | Nonni |  |  | Bisnonni |  |  | Trisnonni |  |
|                                     |                    |                    |                       |  |  |       |  |  | ?        |  |  | ?         |  |
|                                     |                    |                    |                       |  |  |       |  |  | ?        |  |  | ?         |  |
|                                     |                    | ?                  |                       |  |  |       |  |  | ?        |  |  |           |  |
| ?                                   |                    |                    |                       |  |  |       |  |  | ?        |  |  |           |  |
|                                     |                    | ?                  | ?                     |  |  |       |  |  |          |  |  |           |  |
|                                     |                    | ?                  | ?                     |  |  |       |  |  |          |  |  |           |  |
|                                     |                    | ?                  | ?                     |  |  |       |  |  |          |  |  |           |  |
| Jacopo ?                            |                    | ?                  |                       |  |  |       |  |  |          |  |  |           |  |
|                                     |                    | ?                  | ?                     |  |  |       |  |  |          |  |  |           |  |
|                                     |                    | ?                  | ?                     |  |  |       |  |  |          |  |  |           |  |
|                                     |                    | ?                  | ?                     |  |  |       |  |  |          |  |  |           |  |
| ?                                   |                    | ?                  |                       |  |  |       |  |  |          |  |  |           |  |
|                                     |                    | ?                  | ?                     |  |  |       |  |  |          |  |  |           |  |
|                                     |                    | ?                  | ?                     |  |  |       |  |  |          |  |  |           |  |
|                                     |                    | ?                  | ?                     |  |  |       |  |  |          |  |  |           |  |
| Niccolò "della Stella" Fortebraccio |                    | ?                  |                       |  |  |       |  |  |          |  |  |           |  |
|                                     | Guido Fortebraccio | Oddo Fortebraccio  |                       |  |  |       |  |  |          |  |  |           |  |
|                                     | Guido Fortebraccio | Oddo Fortebraccio  |                       |  |  |       |  |  |          |  |  |           |  |
|                                     | Guido Fortebraccio | ?                  |                       |  |  |       |  |  |          |  |  |           |  |
| Oddo Fortebraccio                   | Guido Fortebraccio |                    |                       |  |  |       |  |  |          |  |  |           |  |
|                                     |                    | ?                  | ?                     |  |  |       |  |  |          |  |  |           |  |
|                                     |                    | ?                  | ?                     |  |  |       |  |  |          |  |  |           |  |
|                                     |                    | ?                  | ?                     |  |  |       |  |  |          |  |  |           |  |
| Stella Fortebraccio                 |                    | ?                  |                       |  |  |       |  |  |          |  |  |           |  |
|                                     |                    | Tiveri Montemelini | Francesco Montemelini |  |  |       |  |  |          |  |  |           |  |
|                                     |                    | Tiveri Montemelini | Francesco Montemelini |  |  |       |  |  |          |  |  |           |  |
|                                     |                    | Tiveri Montemelini | ?                     |  |  |       |  |  |          |  |  |           |  |
| Giacoma Montemelini                 |                    | Tiveri Montemelini |                       |  |  |       |  |  |          |  |  |           |  |
|                                     |                    | ?                  | ?                     |  |  |       |  |  |          |  |  |           |  |
|                                     |                    | ?                  | ?                     |  |  |       |  |  |          |  |  |           |  |
|                                     |                    | ?                  | ?                     |  |  |       |  |  |          |  |  |           |  |
|                                     |                    | ?                  |                       |  |  |       |  |  |          |  |  |           |  |

## Discendenza
Niccolò Fortebraccio si sposò il 31 agosto 1434 con Ludovica da Battifolle, figlia di Francesco, conte di Poppi, da cui ebbe un unico figlio, Braccio Vecchio, anch'egli futuro condottiero.